# Tom de Bruijn
Tom de Bruijn, właśc. Thomas Justinus Arnout Marie de Bruijn (ur. 8 października 1948 w Eindhoven) – holenderski urzędnik państwowy, dyplomata, polityk i samorządowiec, w latach 2021–2022 minister.

## Życiorys
Studiował nauki polityczne w Genewie i nauki wojskowe w King’s College London, gdzie uzyskał magisterium. Kształcił się również w zakresie prawa na Uniwersytecie w Utrechcie. Pracował jako urzędnik ministerstwa spraw zagranicznych, w latach 1984–1988 kierował w nim departamentem integracji europejskiej. Następnie do 1992 zajmował stanowisko pierwszego sekretarza stałego przedstawicielstwa Holandii przy ONZ w Genewie. Powrócił do pracy w resorcie jako dyrektor ds. integracji europejskiej, a w 1998 został dyrektorem generalnym ds. współpracy europejskiej w MSZ.
W 2003 powołany na stałego przedstawiciela Holandii przy Unii Europejskiej w Brukseli. W 2011 został radcą w Radzie Stanu, instytucji konsultującej projekty aktów prawnych. Związany z ugrupowaniem Demokraci 66. W latach 2014–2018 wchodził w skład miejskiej egzekutywy w Hadze, odpowiadając m.in. za finanse i transport. W marcu 2017 czasowo wykonywał obowiązki burmistrza. Został też wykładowcą w instytucie historii Uniwersytetu w Lejdzie, a w 2019 przewodniczącym rady nadzorczej Instytutu Clingendael, holenderskiego instytutu stosunków międzynarodowych.
W sierpniu 2021 został ministrem bez teki ds. handlu zagranicznego i współpracy rozwojowej w trzecim rządzie Marka Ruttego. Funkcję tę pełnił do stycznia 2022.